# Manggis Ganting
Manggis Ganting is een bestuurslaag in het regentschap Bukittinggi van de provincie West-Sumatra, Indonesië. Manggis Ganting telt 4439 inwoners (volkstelling 2010).